# Spathius anervis
Spathius anervis är en stekelart som beskrevs av Sergey A. Belokobylskij 1995. Spathius anervis ingår i släktet Spathius och familjen bracksteklar. Inga underarter finns listade i Catalogue of Life.